# Infraestrutura do Metropolitano de Londres
A infraestrutura do Metro de Londres inclui 11 linhas, que servem 268 estações. As linhas do metropolitano podem ser classificadas em dois tipos: subsuperficiais e profundos de nível. Linhas de ambos os tipos geralmente surgem sobre a superfície exterior da área central. Embora o tubo linhas são, na maior parte, auto-contido, o subsolo linhas são parte de uma rede interligada. O Metro usa material circulante construídos entre 1960 e 2005. O metro é uma das poucas redes no mundo que utiliza um quatro-sistema ferroviário. O adicional ferroviário traz o retorno elétrica que em países terceiros, redes ferroviárias e aéreas é assegurada pelo funcionamento carris. Planejada melhorias incluem novas estações, extensões de linhas, informatizados de sinalização, comboio de funcionamento automático (ATO), faixa de substituição, novo material circulante, novos sistemas de refrigeração e de telefone móvel e cobertura subterrânea.
A infraestrutura do metro de Londres é das maiores e mais utilizadas do mundo. Desde a sua inauguração até aos nossos dias já passaram pelo sistema de metropolitano londrino milhares de milhões de passageiros, provenientes de todo o mundo. Nos próximos 20-25 anos, o Metropolitano de Londres terá novas linhas e estações, assim como renovações e modificações na sua frota, tudo para tornar melhor e mais confortável o segundo meio de transporte mais usado na capital.

## Linhas e estações
O Metro de Londres possui onze linhas de metropolitano: Bakerloo line, Central line, Circle line, District line, Hammersmith & City line, Jubilee line, Metropolitan line, Northern line, Piccadilly line, Victoria line e Waterloo & City line. Até 2007, existiam no Metro de Londres, 12 linhas distintas; esta 12.ª linha é a East London line, que foi encerrada para serem efectuadas obras, que deverão acabar em 2010. Com o final das obras, esta linha passará a ser o London Overground. É de lembrar que estas obras acontecem no âmbito da preparação da cidade de Londres, para os Jogos Olímpicos de Verão de 2012.
| Nome | Cor no Mapa      | Primeira operação | Primeira secção aberta * | Datas desde | Tipo        | Extensão /km | Extensão /milhas | Estações | Viagens por ano(000s) | Viagens/ano por milha(000s) |
| --- | ---------------- | ----------------- | ------------------------ | ----------- | ----------- | ------------ | ---------------- | -------- | --------------------- | --------------------------- |
| Bakerloo line | Castanho         | 1906              | 1906                     | 1906        | Subterrâneo | 23.2         | 14.5             | 25       | 104,000               | 7,172                       |
| Central line | Vermelho         | 1900              | 1856                     | 1900        | Subterrâneo | 74           | 46               | 49       | 199,000               | 4,326                       |
| Circle line | Amarelo          | 1884              | 1863                     | 1949        | Superfície  | 22.5         | 14               | 27       | 74,000                | 5,286                       |
| District line | Verde            | 1868              | 1868                     | 1868–1905   | Subterrâneo | 64           | 40               | 60       | 188,000               | 4,700                       |
| Hammersmith & City line | Rosa             | 1863              | 1858                     | 1988        | Subterrâneo | 26.5         | 16.5             | 29       | 50,000                | 3,030                       |
| Jubilee line | Cinzento         | 1979              | 1879                     | 1979        | Subterrâneo | 36.2         | 22.5             | 27       | 127,584               | 5,670                       |
| Metropolitan line | Vermelho Roseado | 1863              | 1863                     | 1863        | Subterrâneo | 66.7         | 41.5             | 34       | 58,000                | 1,398                       |
| Northern line | Preto            | 1890              | 1867                     | 1937        | Subterrâneo | 58           | 36               | 50       | 206,987               | 5,743                       |
| Piccadilly line | Azul Escuro      | 1906              | 1869                     | 1906        | Subterrâneo | 71           | 44.3             | 53       | 176,177               | 3,977                       |
| Victoria line | Azul             | 1968              | 1968                     | 1968        | Subterrâneo | 21           | 13.25            | 16       | 174,000               | 13,132                      |
| Waterloo & City line | Azul Marinho     | 1898              | 1898                     | 1898        | Subterrâneo | 2.5          | 1.5              | 2        | 9,616                 | 6,410                       |
| *Sempre que um ano é mostrado mais cedo do que a indica a primeira operação realizada pela linha, isso indica que a linha funcionou durante uma primeira rota operada por outra linha de metropolitano ou por outra empresa ferroviária. |                  |                   |                          |             |             |              |                  |          |                       |                             |

O Metro de Londres serve 268 estações por caminhos de ferro; mais seis estações que pertencem à East London line, que são actualmente servidas por autocarros da responsabilidade do Metropolitano. Catorze estações ficam do lado de fora da Grande Londres, cinco destas (Amersham, Chalfont & Latimer, Chesham, Chorleywood, Epping) ficam por detrás do M25 London Orbital motorway. Dos 32 bairros de Londres, seis (Bexley, Bromley, Croydon, Kingston, Lewisham e Sutton) não são servidos pelo sistema de metropolitano londrino, enquanto que o bairro de Hackney apenas tem Old Street e Manor House nos seus limites.

Zona 1 (zona central) do Metro de Londres (e o DLR)

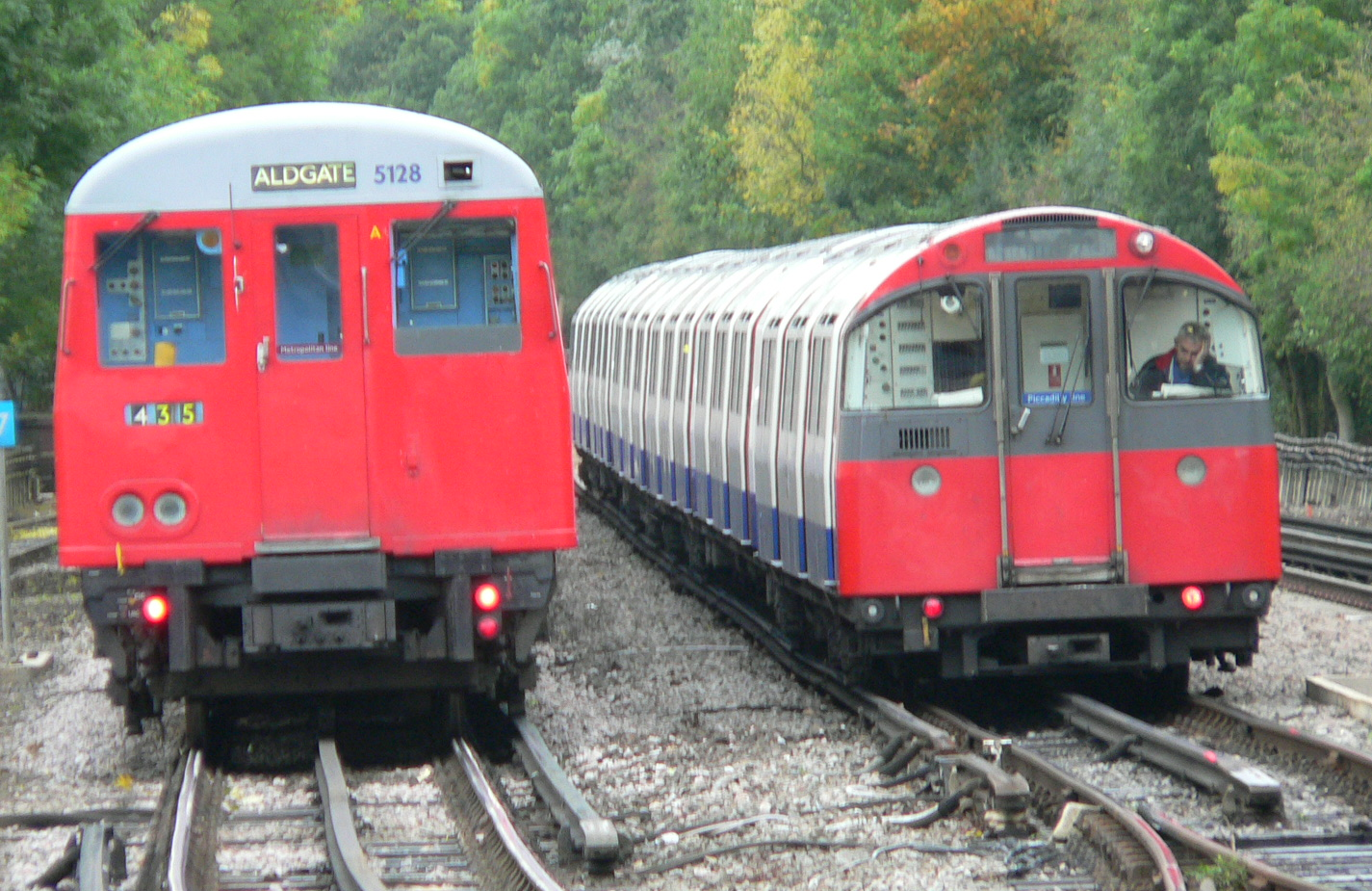
Carruagens do Metro de Londres em dois tamanhos: comboios mais largos para as linhas de superfície, e mais pequenos para as subterrâneas.

As linhas do Metro de Londres podem ser classificadas em dois tipos: linhas de pouca profundidade (ou mesmo á superfície) e linhas de grande profundidade. As linhas de pouca profundidade (ou superficiais), foram feitas através do método corta-e-tapa, com as faixas/vias, a cerca de 5 metros da superfície. As linhas de maior profundidade encontram-se a cerca de 20 metros abaixo da superfície (embora este facto varie consideravelmente em alguns pontos da cidade). Estas linhas encontram-se num emaranhado de túneis, onde em cada um, existe apenas uma via para comboios (isto é, para cada linha existem dois túneis, cada um para o lado oposto do outro). Estes túneis podem ter o pequeno diâmetro de apenas 3,65 metros. Os diametros dos túneis são assim consideravelmente mais pequenos do que as linhas superficiais. Linhas de ambos os tipos normalmente surgem sobre a superfície exterior da área central.
Enquanto que as linhas do metropolitano são na sua maioria auto-contidas, as linhas do subsolo fazem parte de uma rede de linhas interligadas: cada faixa é partilhada por pelo menos duas linhas diferentes. O arranjo do subsolo é similar ao do Metro de Nova Iorque, onde também existem linhas que partilham faixas/carris.

### Plano das Linhas
Em 1933 concebido por Harry Beck, um empregado da Transport for London, desenhou um roteiro esquemático do Metro de Londres. Beck foi o criador do género deste género de redes de metropolitano, e criou também o mapa da rede, são estes mapas de metropolitanos que ainda hoje são utilizados, mapas nos quais o passageiro não precisa saber exactamente a posição geográfica a partir de uma estação para outra para chegar a essa. Apenas a topologia, ou seja, a relação espacial das estações entre si, é crucial.
Ele lançou um guia de esquemas semelhantes de marcha para a concepção, e circuito eléctrico. Beck aperfeiçoou a sua concepção, o plano consistia apenas das estações marcadas, bem como linhas rectas, tanto horizontais, verticais ou diagonais, executando ângulos de 45º. Inicialmente a Transport for London mostrou-se um pouco céptica em relação ao plano de Beck e olhou para isso apenas como uma recriação de um simples trabalho. No entanto, o plano foi a julgamento numa pequena edição de impressa e distribuída pelos passageiros. Ele foi imediatamente um grande sucesso e está na sua natureza, até à data utilizados quer como um mapa em tamanho de cartaz ou como um companheiro de viagem útil.
O design do mapa do Metro de Londres é hoje um símbolo de Londres propriamente dita e vende muitos objectos com a sua imagem impressa (t-shirts, postais, canecas e outras lembranças). O artista inglês Simon Patterson substituiu na sua obra The Great Bear, a partir do ano 1992, os nomes das estações por nomes de cientistas, filósofos, santos e outras celebridades. A imagem encontra-se actualmente na Tate Modern.
Ao longo dos anos, várias alterações ao projecto inicial ocorreram. Sobretudo o problema da transferência das ferrovias para a superfície representaram para Beck alguns problemas, que nunca poderiam satisfazê-lo, ou virem a ser resolvidos. Também, hoje, por linhas individuais de cores diferentes. Extensões de rede (por exemplo, a Jubilee line) sempre foi refinado integrada desta forma é sempre baseada em novas edições do original.
O design de Beck é agora mundialmente conhecido por muitos outros operadores de transportes, numa forma similar, por exemplo, em Berlim, Paris ou Tóquio. Mesmo para os eléctricos, este conceito é adequado e foi adaptado. Um fax do plano original de 1933 está na Estação Finchley Central, este fax foi emitido nas proximidades do local onde Henry Beck viveu.
Duas linhas que não pertencem ao Metro de Londres, também estão exibidas no roteiro. Uma delas é o Docklands Light Railway, uma sistema de metropolitano ligeiro, totalmente automatizada, na antiga zona portuária, por outro, a North London line, uma S-line, sobre uma Halbringstrecke para o centro da cidade.

## Material em circulação e electrização

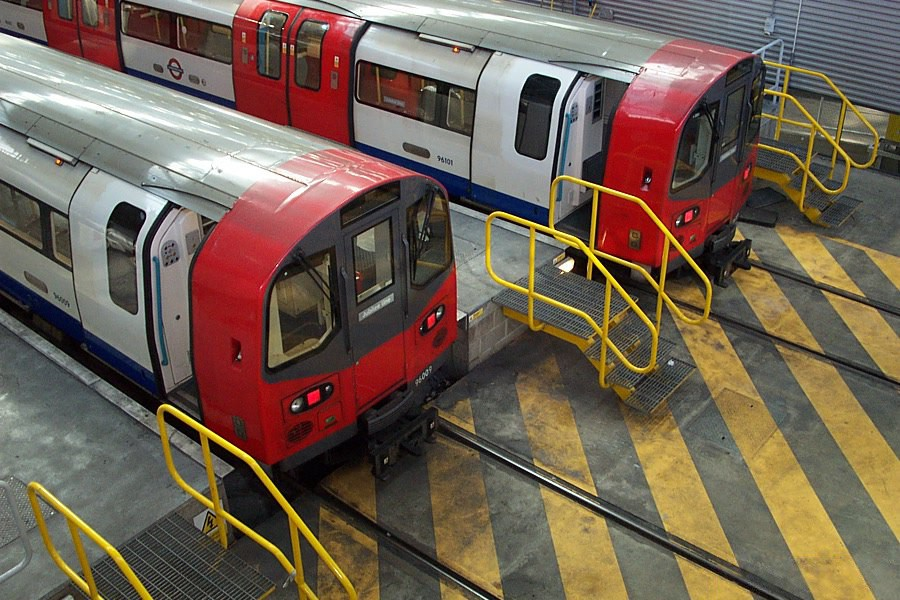
Carruagens de 1996 na Stratford Market Depot.

O Metro de Londres,utiliza carruagens e outros materiais, construídos entre 1980 e 2005. O material circulante nas linhas de pouca profundidade e de superfície, é identificado por uma carta (tal como o Material A, usado nas linhas de metropolitano), enquanto que o material que circula nos túneis mais profundos (os túneis mais pequenos, em forma de cano), são identificados pelo ano que foram desenhados (por exemplo as Carruagens de 1996 usadas na Jubilee line). Todas as linhas utilizam apenas um tipo de carruagens, à excepção da District line, que usa tanto material de tipo C como D. Dois novos tipos de material estão actualmente a ser desenvolvidos, sendo eles as Carruagens 2009, para a Victoria line e as carruagens tipo S para todas as linhas de pouca profundidade e/ou de superfície, sendo que as carruagens de tipo A serão as primeiras a ser substituídas. Ambos os dois tipos de carruagens deverão iniciar funções já em 2009. Além das Unidades Múltiplas Eslectricas, descritas em cima, existe a engenharia circulante, tais como o lastro dos comboios e os travões dos vagões, identificados por uma carta de número 1/3.
O Metro de Londres é um dos poucos no mundo que utiliza um sitema de quatro carris. O carril adicionado carrega a energia eléctrica, que retorna, e as redes ferroviárias são asseguradas pelo funcionamento dos carris. No Metro de Londres, o contacto de topo com o terceiro carril é ao lado do carril, com energia de +420 V DC, no contacto de topo do quarto carril está centralizado entre os carris pelos quais as carruagens circulam, com -210 V DC, que combinados, estão programados para dar um total de 630 V DC de energia.

## Climatização
No Verão, as temperaturas em algumas partes do Metro do Londres podem tornar-se muito desconfortáveis devido à sua profundidade e devido aos seus túneis mal ventilados: temperaturas altas como 47 °C, foram registadas durante a Onda de calor de 2006 na Europa. Ao longo da rede de metropolitano do Metro de Londres, existem cartazes/anúncios, que devem ser observados, aconselhando às pessoas que andem sempre com uma garrafa de água, de modo a se manterem mais frescas e evitar situações de emergência. De notar que nos atentados ao Metro de Londres em 2005 uma das principais preocupações durante os resgates eram as altas temperaturas que se faziam sentir. Ordens para abrir várias portas do Metro de Londres foram dadas, para permitir a circulação do ar, o que mesmo assim não evitou um elevado número de vítimas devido ao calor.

## Investimentos previstos e expansão

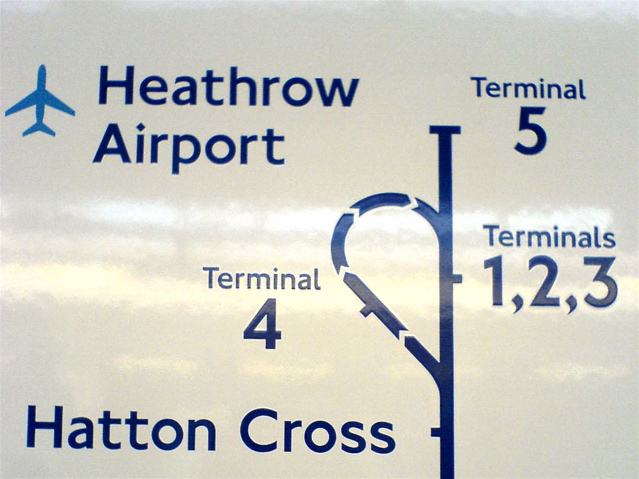
Um diagrama em Ealing Common (Metro de Londres), que mostra o final da Piccadilly line no London Heathrow Airport.

Existem muitos projectos, planos e investimentos para o Metro de Londres. Uma estação nova abriu na Piccadilly line, a Heathrow Airport Terminal 5 station, a 27 de Março de 2008, e foi feita assim, a primeira expansão do Metro de Londres desde 1999. Cada linha está a ser modernizada para promover capacidade e reabilitação, com novos sistemas de sinalização automáticos, Automatic Train Operation (ATO), substituição dos carris e restauração das estações e, onde for preciso, novas carruagens. Um programa de investigação para arrefecimento do Metro de Londres através de águas subterrâneas teve lugar na Victoria station, em 2006 e 2007. Este estudo teve como objetivo determinar se um sistema deste tipo seria viável e eficaz numa utilização generalizada. Foi feito outro estudo sobre a rede para telemóveis na Waterloo & City line, que visava saber se uma extensão da captação de rede para telemóveis era viável para toda a rede do Metro de Londres. Apesar de não fazer parte do Metro de Londres, o Crossrail irá providenciar/fornecer, uma nova rota na parte central de Londres, integrada na rede do metropolitano.
A proposta para a longa Chelsea-Hackney line, que está prevista que entre em funcionamento em 2025, fará parte do Metro de Londres, o que quer dizer que irá dar á rede do metro uma nova linha em Londres, que ligará o Nordeste ao Sul (referindo-se apenas à cidade de Londres), para promover mais mudanças internas com outras linhas e que viria também aliviar um pouco a sobrelotação nas outras linhas. Contudo, este projecto continua ainda em stand-by. Foi proposto pela primeira vez em 1901, e continua em estudos desde então. Em 2007, a linha passou para o domínio da Cross London Rail Ltd, a actual desenvolvedora do Crossrail. Por isso, a linha deverá fazer parte da rede do Metro de Londres ou da rede do London National Rail. Existem, como é evidente, vantagens e desvantagens para ambos.
O Croxley Rail Link propôs desviar a Metropolitan line em Watford, na Watford Junction station, ao longo e através de linhas férreas inutilizadas. O projecto aguarda finaciamento do Hertfordshire County Council e do Department for Transport, e redime-se ainda apenas a uma fase de proposta.

Zona 1 (central) do Metro de Londres.